# Estadio General Santander
El Estadio General Santander es un escenario deportivo ubicado en la ciudad colombiana de Cúcuta que sirve de sede al equipo de fútbol profesional Cúcuta Deportivo. Fue inaugurado en 1948 y ha recibido como local al Cúcuta Deportivo en sus participaciones en el campeonato de primera división colombiano y en los años 2007 y 2008 recibió partidos de la Copa Libertadores de América, en el marco de la clasificación del equipo a la justa continental.
El nombre es en honor al general Francisco de Paula Santander, prócer de la independencia de Colombia, nacido en el municipio de Villa del Rosario, ubicado en el Área Metropolitana de Cúcuta.

## Historia
El artículo sexto de la Ordenanza n.º 48 de 1935 dispuso la construcción el "Estadio Santander", el cual debía estar terminado para el centenario de la muerte de Francisco de Paula Santander. Para su construcción los representantes consiguieron varias leyes que el Congreso de la República aprobó, votaron las partidas siguientes: $20 000. la Ley N.º 10 del 26 de febrero de 1936. $100 mil, la n.º 221 del 12 de diciembre de 1937 y 100 mil la n.º 19 de noviembre de 1938. Esta última suma la recibió el Departamento durante la administración de Luis Alberto Lindarte, quien la destinó al "Estadio Santander" mediante los decretos siguientes del años 1939: el 231 de mayo, el 542 del 29 de septiembre, el 582 bis del diciembre, el N.º 144 del 21 de febrero de 1940.

### Construcción del Estadio
El gobernador Luis Alberto Lindarte creó la Junta Directiva de la Construcción del "Estadio Santander" el 17 de septiembre de 1938, la cual quedó integrada así: Luis Hernández Gutiérrez por el Consejo de Cúcuta, Bernardo J. Hernández por el Centro de Historia, Miguel García Herreros y Manuel José Villalobos por la Junta de Mejoras Públicas y Teodoro Camargo como Personero.

### Inicio de los trabajos

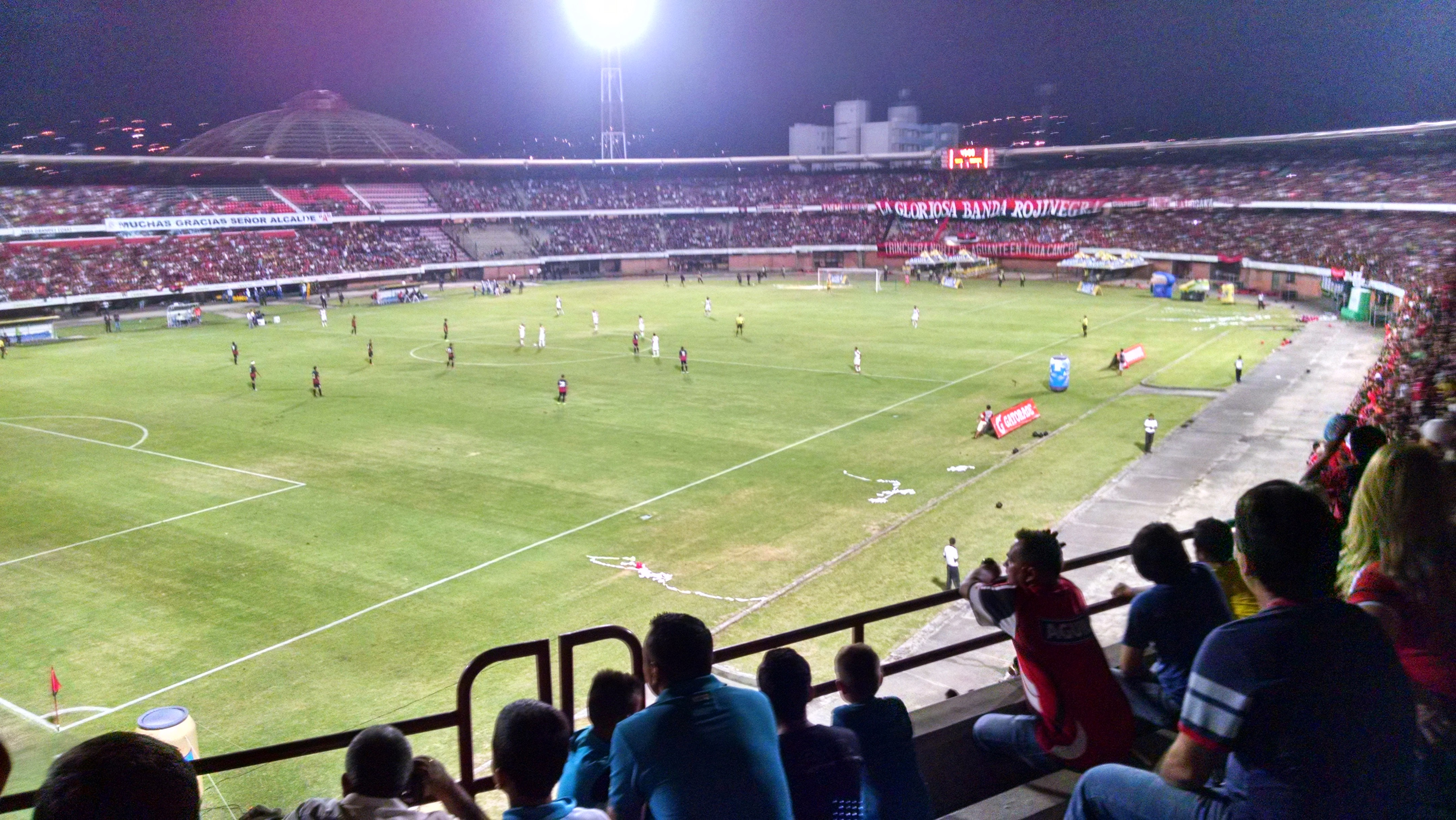
Interior del estadio

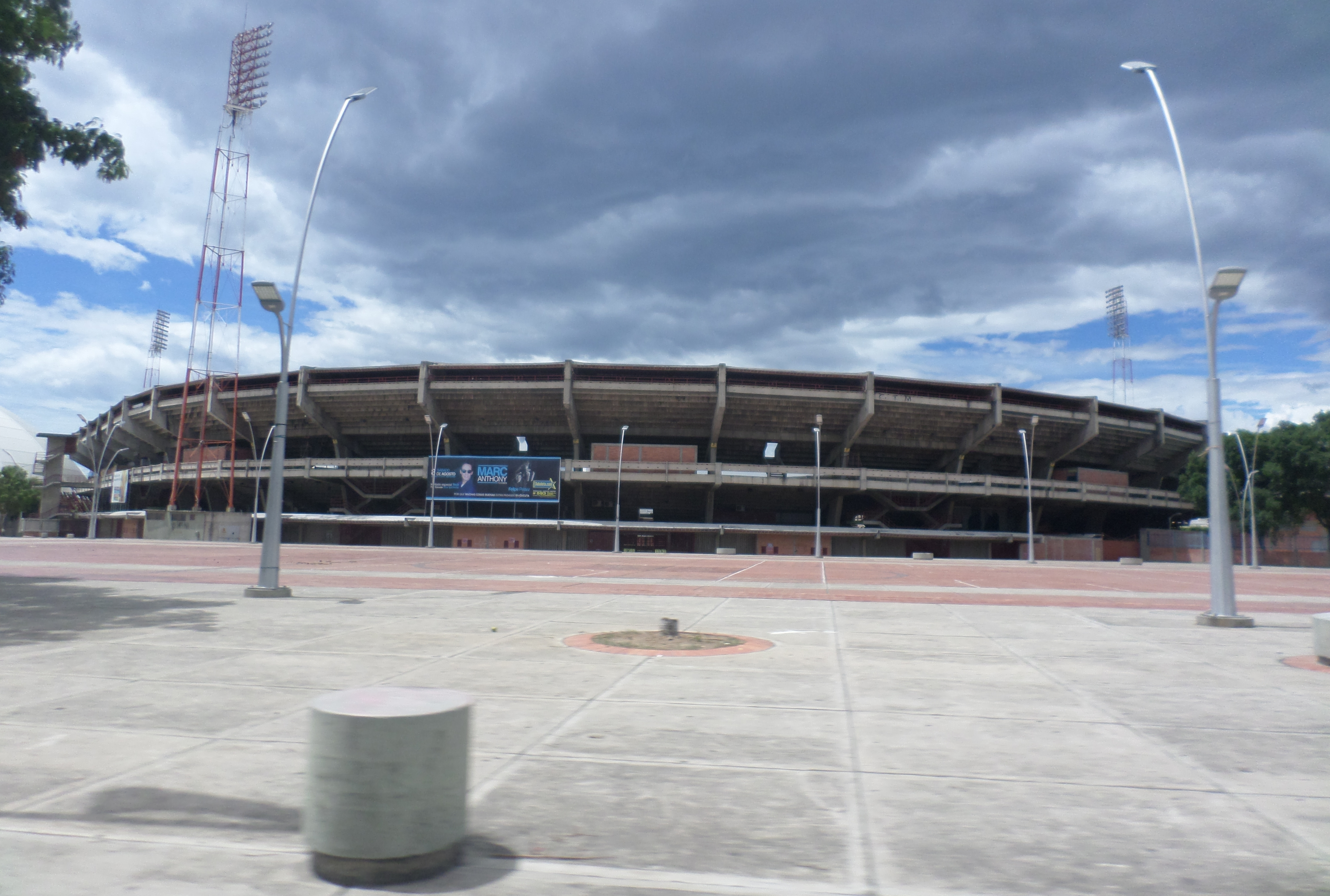
Parte oriente del estadio

La obra inició el 28 de diciembre de 1939, en un lote de terreno comprado por el gobernador Lindarte en el Barrio Latino en la Diagonal Santander entre las avenidas 1.ª y 3.ª, entre las calles 2.ª y 5.ª.
La primera disposición oficial sobre la construcción fue el Acuerdo del 4 de junio de 1931 expedido por el Concejo de Cúcuta y aprobado por el gobernador Luis Augusto Cuervo Pérez en la misma fecha. Tal acuerdo votó $10 500 destinados para la compra del terreno. El Departamento resolvió darle una mejor presentación al Estadio proveyéndolo de graderías para lo cual en dicho año incluyó $4000 pesos. También en ese año el Congreso aprobó la Ley 18 del 1.º de julio destinando $20 000 pesos para el Estadio Santander. Tales graderías fueron terminadas el 22 de octubre de 1942.
Para el año siguiente de 1943, se aprobó la Ley de 7 de diciembre con la autoría de los congresistas Alberto Durán Durán y Luis Buenahora, que dispuso que la Nación pagase la deuda de $140 000 al Departamento por los gastos del Centenario de la muerte del general Santander, y que de ellos se destinasen al Estadio Santander $50 000

### Inauguración
La inauguración del estadio fue uno de los programas del Centenario de la muerte del General Santander el 6 de mayo de 1940. Se estrenó el 8 de mayo del mismo año con un espléndido desfile de los establecimientos de educación vestidos con atuendos originales y desfiles de deportivos.

### Remodelaciones
El 17 de junio de 1983, con motivo de la celebración de los 250 años de la fundación de la ciudad de Cúcuta se remodeló el escenario de manera parcial (aproximadamente un cuarenta por ciento).
En el 2006 se iniciaron las obras para la terminación definitiva de la estructura.
Para el año 2007, y con ocasión de la participación del Cúcuta Deportivo en la Copa Libertadores de América, el estadio fue reinaugurado y acondicionado para albergar hasta 42 000 personas, que es su capacidad en la actualidad.
El estadio también fue sede transitoria del Caracas F. C. en su participación en la Copa Libertadores 2007, donde el equipo venezolano logró un histórico triunfo 3-1 a expensas del Club Atlético River Plate de Argentina. 
Con motivo de los Juegos Deportivos Nacionales el estadio fue remodelado con un costo de quince mil millones de pesos, aproximadamente USD 7 000 000. La reforma incluyó silletería en la tribuna occidental reduciendo su aforo a 40.000 personas y una gramilla nueva.

## Conciertos
En el Estadio General Santander se han presentado artistas nacionales e internacionales; los más importantes eventos musicales internacionales son los siguientes: 
- 2007 Víctor Manuelle y Sergio Vargas.
- 2008 Vicente Fernández, Juan Fernando Velasco, Sergio Vargas y Eddy Herrera.
- 2009 Don Omar, Daddy Yankee, Carlos Vives, Aventura y Juan Luis Guerra.
- 2012 Don Omar y Vicente Fernández.
- 2015 Marc Anthony

También artistas nacionales han presentado sus giras musicales como Peter Manjarres, Felipe Peláez, Silvestre Dangond, Jorge Celedón, entre otros.